# Панама на Светском првенству у атлетици на отвореном 2023.
Панама је учествовала на 19. Светском првенству у атлетици на отвореном 2023. одржаном у Будимпешти од 19. до 27. августа деветнаести пут, односно, учествовала је на свим првенствима до данас. Репрезентацију Панаме представљала су 2 такмичара (1 мушкарац и 1 жена) који су се такмичили у 2 дисциплине (1 мушка и 1 женска). ,
На овом првенству такмичари Панама нису освојили ниједну медаљу али су оборени континетални, национални и лични рејирд.

## Учесници
| Мушкарци : - Алонсо Едвард — 200 м | Жене: - Гиана Вудраф — 400 м препоне |

## Резултати

### Мушкарци
| Атлетичар     | Дисциплина | Лични рекорд | Квалификације | Квалификације | Полуфинале           | Полуфинале           | Финале               | Финале       | Детаљи |
| Атлетичар     | Дисциплина | Лични рекорд | Резултат      | Место         | Резултат             | Место                | Резултат             | Место        | Детаљи |
| ------------- | ---------- | ------------ | ------------- | ------------- | -------------------- | -------------------- | -------------------- | ------------ | ------ |
| Алонсо Едвард | 200 м      | 19,81 НР     | 20,63         | 4. у гр. 7    | Није се квалификовао | Није се квалификовао | Није се квалификовао | 29 / 54 (57) |        |

### Жене
| Атлетичарка  | Дисциплина    | Лични рекорд | Квалификације | Квалификације | Полуфинале | Полуфинале | Финале                | Финале  | Детаљи |
| Атлетичарка  | Дисциплина    | Лични рекорд | Резултат      | Место         | Резултат   | Место      | Резултат              | Место   | Детаљи |
| ------------ | ------------- | ------------ | ------------- | ------------- | ---------- | ---------- | --------------------- | ------- | ------ |
| Гиана Вудраф | 400 м препоне | 53,69 НР     | 55,31 КВ      | 3. у гр. 2    | 54,71      | 5. у гр. 1 | Није се квалификовала | 15 / 41 |        |